# Aeródromo Victoria
El Aeródromo Victoria (OACI: SCTO) es un terminal aéreo ubicado en la ciudad de Victoria, Provincia de Malleco, Región de la Araucanía, Chile. Este aeródromo es de carácter público.